# Samaria Gómez
Samaria Saraí Gómez Mejía (San Martín, El Salvador, 18 de febrero de 2002) es una jugadora profesional salvadoreña quien juega como delantera en el club turco A.S Faaliyetler de la Superliga Femenina de Turquía y la Selección femenina de fútbol de El Salvador.

## Primeros años de vida
Gómez creció en el municipio de San Martín, San Salvador. De niña, participó en torneos juveniles en San Bartolo e Ilopango, a menudo como la única chica de su equipo.

## Carrera

### A.D Legends
En 2017, Gómez, de 15 años, comenzó a jugar para el equipo sub-17 de AD Legends, y finalmente ganó cinco campeonatos consecutivos con el equipo.

### Real Estelí F.C.
En 2019, Gómez, de 17 años, se mudó a Nicaragua para fichar por el Real Estelí. En 2021, ganó dos títulos consecutivos de fútbol femenino nicaragüense con el club.

### Le Havre AC
En octubre de 2021, Gómez, de 19 años, fichó por el equipo francés Le Havre AC. Debutó en la victoria de primera ronda de la Copa de Francia contra el Valenciennes FC.
Gómez anotó por primera vez para el club en el siguiente partido de segunda ronda contra el OCNA, anotando el tercer gol de Le Havre en una victoria por 4-1. En el último día de la temporada, Gómez fue suplente en el minuto 67 en una victoria por 4-0 sobre el FC Vendenheim que aseguró el ascenso de Le Havre a la Division 1 Féminine.

### Elpides Karditsas
En septiembre de 2022, Gómez firmó un contrato de un año con el equipo griego Elpides Karditsas. Hizo su debut en la División A griega el 20 de noviembre de 2022, anotando un triplete en la victoria por 0-6 ante el Avantes Chalkida.

### Bnot Netanya F.C.
En septiembre de 2023, Gómez firmó con el equipo israelí Bnot Netanya F.C.

### Necaxa Femenil
En junio de 2024, Gómez debutó en la Liga MX Femenil con el equipo Necaxa Femenil.

### En el extranjero
El 8 de abril de 2022, Gómez consiguió su primer partido internacional con la selección absoluta de El Salvador, entrando como suplente en el entretiempo en una victoria por 2-0 sobre Barbados.

## Clubes
| Club                   | País        | Año           |
| AD Legends             | El Salvador | 2017-2019     |
| Real Estelí            | Nicaragua   | 2019-2021     |
| Le Havre Athletic Club | Francia     | 2021-2022     |
| Elpides Karditsas      | Grecia      | 2022-2023     |
| Bnot Netanya F.C.      | Israel      | 2023-2024     |
| Necaxa Femenil         | México      | 2024-2025     |
| A.S Faaliyetler        | Turquía     | 2025-presente |